# عین الحمرا
عین الحمرا (به عربی: عین الحمرا) یک روستا در سوریه است که در ناحیه مرکزی جسر الشغور واقع شده‌است. عین الحمرا ۱٬۱۶۴ نفر جمعیت دارد.